# Blažena Čakrtová
Blažena Čakrtová (4. listopadu 1919 – 29. prosince 1986) byla česká a československá politička Komunistické strany Československa a poúnorová poslankyně Národního shromáždění ČSR.

## Biografie
Ve volbách roku 1954 byla zvolena za KSČ do Národního shromáždění ve volebním obvodu České Budějovice. V parlamentu setrvala až do konce funkčního období, tedy do voleb roku 1960. K roku 1954 se profesně uvádí jako dělnice Vlnařských závodů a fezáren národní podnik Strakonice.